# Iška, Ig
Iška este o localitate din comuna Ig, Slovenia, cu o populație de 195 de locuitori.